# Yuichi Fukunaga

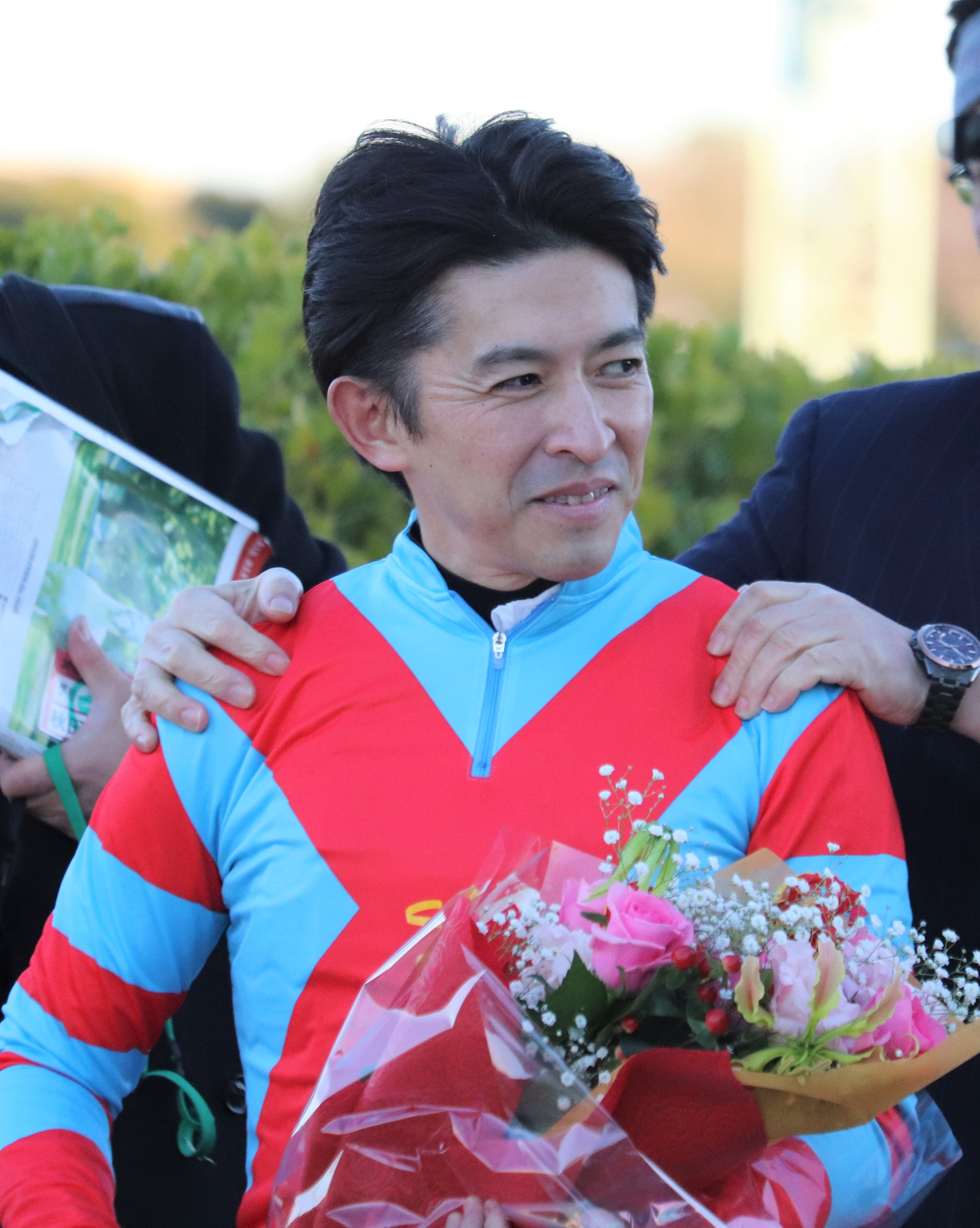
Yuichi Fukunaga en la entrega de premios Hopeful stakes 2019

Yuichi Fukunaga (福永 祐一 Fukunaga Yūichi?, nacido el 9 de diciembre de 1976) es un jugador de jockey japonés que ha ganado 29 carreras de Grado 1 en Japón y en el extranjero. Está afiliado a la Japan Racing Association (JRA) en Rittō. Su padre es el exjugador de jockey Yoichi Fukunaga que se dijo que era un "genio" durante su carrera activa, y su tío es Takashi Kitamura, también exjugador de  jockey. Su esposa es la exlocutora de Fuji TV Midori Matsuo. Desde julio de 2016, tiene un contrato de administración con Horipro, la producción de entretenimiento en la que también está afiliada su esposa.